# Паисий Врачански (Българска патриаршия)
 Тази статия е за епископа на Българската патриаршия.  За епископа на Вселенската вижте Паисий Врачански (Вселенска патриаршия).  
Паисий е български православен духовник, митрополит на Врачанската епархия на Българската православна църква от 1930 до 1974 година.

## Биография
Роден е на 6 август 1888 г. в Своге със светското име Александър Райков Анков. Начално образование получава в родното си село, а прогимназиално в Искрец и София. Завършва Цариградската българска семинария и след това става доктор по богословие от Черновицкия университет. Специализира философия и право в Мюнхенския и Лайпцигския университет. Служи, като дякон при екзарх Йосиф I Български и като дякон при наместник-председателя на Светия Синод, ефимерий, библиотекар и началник на Културно-просветното отделение при Светия Синод. Преподава в Софийската духовна семинария и е проповедник в Софийската митрополия и юрисконсулт на Светия Синод, протосингел на софийския митрополит.
На 1 май 1923 година е ръкоположен за знеполски епископ. На 10 юни 1930 година е избран за врачански митрополит. От 1934 г. Паисий Врачански е постоянен член на Светия синод в намален състав, като от 4 януари 1949 до 3 януари 1951 г. е наместник-председател. През 1971 г. е кандидат за патриарх, редом с митрополит Максим Ловчански. До края на живота си остава един от водачите на така нареченото „реакционно крило“ на Синода.
Почива на 16 май 1974 година във Враца.